# Коровай (деревня)
Коровай — деревня в Балезинском районе Удмуртии. Входит в состав Кестымского сельского поселения.

## География
Деревня расположена на северо-востоке республики на расстоянии примерно в 9 километрах по прямой к северо-западу от районного центра Балезина.
Часовой пояс
Деревня Коровай как и вся Удмуртия, находится в часовой зоне МСК+1. Смещение применяемого времени относительно UTC составляет +4:00.

## Население
| 2010 | 2012 | 2014 |
| ---- | ---- | ---- |
| 29   | ↗30  | ↘19  |

Национальный состав
Согласно результатам переписи 2002 года, в национальной структуре населения удмурты составляли 93 % из 45 чел..